# Euromil Mi-38

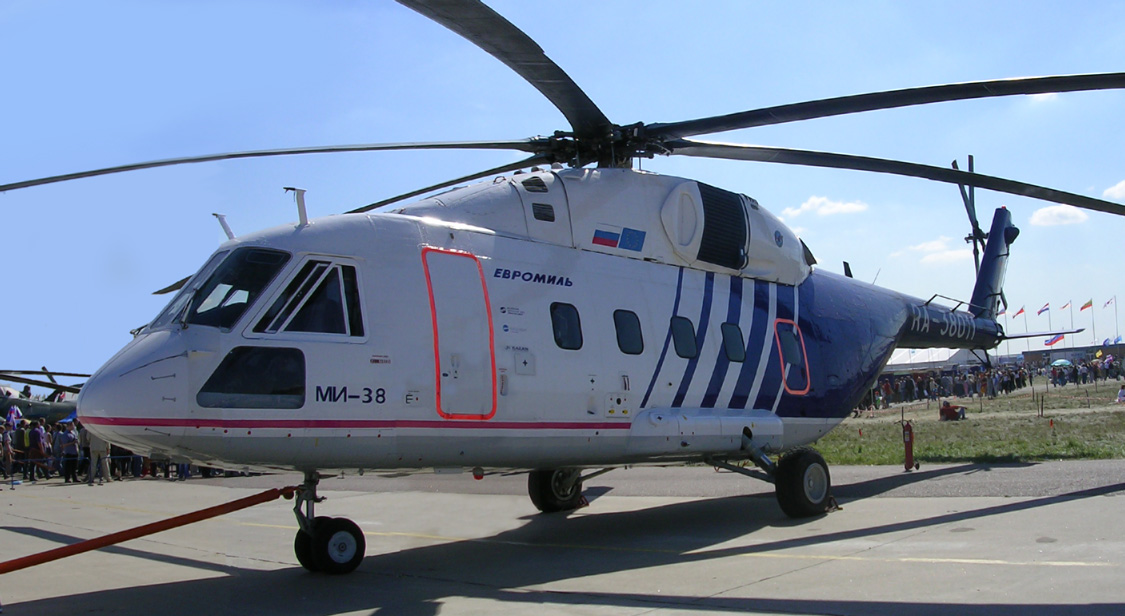
Euromil Mi-38

De Euromil Mi-38 is een transporthelikopter ontworpen door Mil, maar wordt gebouwd door een internationaal consortium. Hij is bedoeld als vervanger voor de Mi-8 en de Mi-6. Hij wordt gebouwd in zowel militaire als civiele versies en vloog voor het eerst op 22 december 2003.

## Specificaties
- Bemanning: 2
- Capaciteit: 32 passagiers of 6.000 kg aan vracht
- Lengte: 19,70 m
- Rotor diameter: 21,10 m
- Hoogte: 5,13 m
- Leeggewicht: 8.300 kg
- Max takeoff gewicht: 15.600 kg
- Motoren: 2x Klimov TV7-117 turboprop of

2× Pratt & Whitney Canada PW127 turboshafts met elk 1.865 kW
- Max snelheid: 275 km/h
- Plafond: 6.500 m
- Actieradius: 1.300 km